# Los Millones

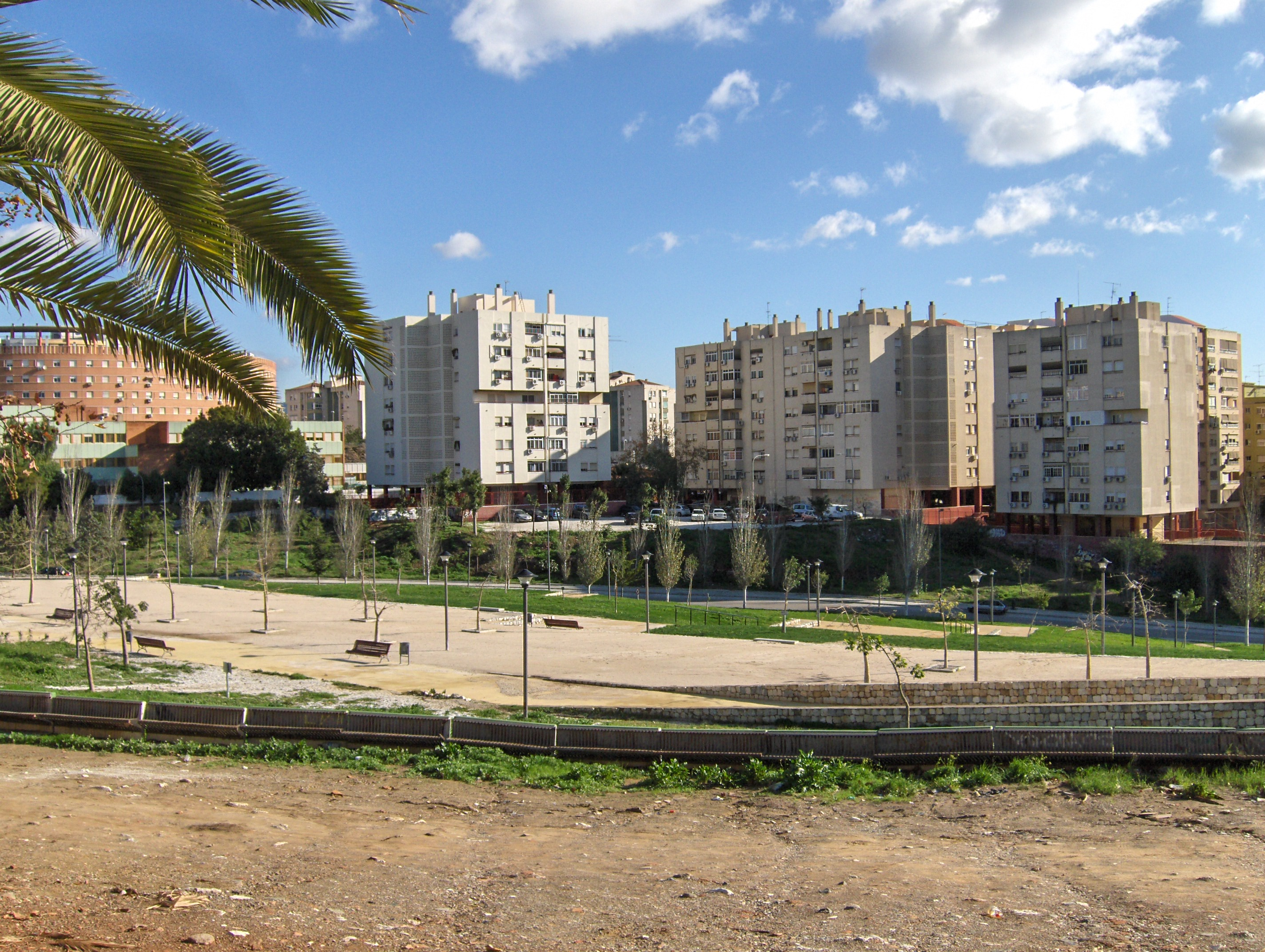
Bloques de viviendas de Los Millones vistas desde el Parque del Norte.

Los Millones es un barrio que pertenece al distrito Bailén-Miraflores de la ciudad andaluza de Málaga, España. Según la delimitación oficial del ayuntamiento, limita al norte y al oeste con el Parque del Norte; al este, con el barrio de Los Castillejos; y al sur, con el barrio de Nueva Málaga.

## Transportes
En autobús queda conectado mediante las siguientes líneas de la EMT: 
| Línea | Trayecto   | Recorrido | Frecuencia |
| ----- | ---------- | --------- | ---------- |
| C1    | Circular 1 | Recorrido | 12 minutos |